# Wilhelm Jakob Hertling
Wilhelm Jakob Hertling (* 16. Dezember 1849 in Katzenelnbogen, Herzogtum Nassau; † 8. Oktober 1926 in München) war ein deutscher Landschaftsmaler und Zeichner.

## Leben
Hertling war Sohn des Handelsmanns Jacob Hertling und dessen Ehefrau Caroline, geborene Meyer. Von Kind auf widmete er sich der Musik und dem Zeichnen. Nach dem Tod seines Vaters ging er mit der Mutter in die Vereinigten Staaten. Dort arbeitete er in einer Malfabrik und stellte Bilder in Serie her. 1870 kehrte er alleine in seine Heimat zurück. Bereits in den USA wurde sein musikalisches Talent entdeckt, allerdings nahm er die Chance auf eine musikalische Ausbildung nicht wahr. In den Jahren 1873 bis 1874 studierte er an der Städelschule in Frankfurt am Main bei Edward von Steinle, danach war er von 1875 bis 1879 Schüler bei Adolf Schreyer und Anton Burger in der Malerkolonie von Kronberg im Taunus. Ferner studierte er an der Kunstakademie Berlin bei Hans Fredrik Gude.
1882 ließ er sich in München nieder und zählte dort zum Kreis um Adolf Lier. Freundschaften verbanden ihn mit Joseph Wenglein und Peter von Halm. 1886 malte er am Chiemsee. Nach 1894 heiratete er die vermögende Fanny Hedwig, geborene Golther (* 13. Juni 1851 in Ellwangen), die Witwe des württembergischen Majors August von Hügel (1841–1894), Tochter des früheren württembergischen Kultusministers Ludwig von Golther und Schwester des Wagner-Philologen Wolfgang Golther. Das Paar zog 1896 in die Villenkolonie von Nymphenburg-Gern.
Landschaftsmotive fand Hertling insbesondere im Taunus, in der Fränkischen Schweiz und in der Region um München. Ab 1899 war er auf Ausstellungen im Münchner Glaspalast vertreten. Auch bedingt durch ein beginnendes Augenleiden schuf er ab 1900 vermehrt Aquarelle. 1904 gründete Hertling zusammen mit Josua von Gietl, Carl Strathmann, René Reinicke, Hans B. Wieland, Paul Leuteritz, Hugo Kreyssig, Max Eduard Giese, Rudolf Köselitz, Karl Itschner, Hans Gabriel Jentzsch und Fritz von Hellingrath den Verein Münchener Aquarellisten. Im Frühjahr 1927 veranstaltete die Münchner Galerie Heinemann eine Gedächtnisausstellung. Werke Hertlings befinden sich im Besitz des Lindenau-Museums, der Staatlichen Graphischen Sammlungen München, des Lenbachhauses und der Neuen Pinakothek.